# راجر دیویس
راجر دیویس (انگلیسی: Roger Davis؛ زادهٔ ۵ آوریل ۱۹۳۹) بازیگر و کارآفرین اهل ایالات متحده آمریکا است. وی از سال ۱۹۶۲ میلادی تاکنون مشغول فعالیت بوده‌است.
از فیلم‌ها یا مجموعه‌های تلویزیونی که وی در آن‌ها نقش داشته‌است، می‌توان به سایه‌های تاریک، منطقه نیمه‌روشن، بونانزا، یاقوت سرخ و غیرقابل قبول اشاره نمود.